# Thomas Poli
Thomas Poli, né à Lorient (France) en 1983, est musicien, compositeur et producteur.
En tant que guitariste et joueur de synthétiseur, en tant que réalisateur artistique ou arrangeur, en solo, au sein de divers groupes ou en collaboration avec d'autres artistes, il a participé depuis 2005 a plus de 70 albums ou enregistrements et se produit régulièrement sur scène.
Il a par ailleurs une activité d'ingénieur du son et de producteur, et publie des enregistrements de nombreux projets sur son propre label, Impersonal Freedom.
Son univers sonore puise autant dans le rock alternatif des années 90 que dans la musique électronique, du krautrock à la musique concrète ou encore, répétitive.
Son travail musical rejoint également le cinéma, la danse, la littérature et les œuvres plastiques.

## Biographie
Thomas Poli découvre la pratique musicale à l'âge de quatre ans en suivant des cours de piano avec erik Lemasle . Adolescent, en autodidacte, il s'initie à la guitare en même temps qu'à l'enregistrement au moyen d'un quatre pistes à cassettes, et adhère en 1996 aux studios de répétition de MAPL à Lorient  où il vit une première expérience de groupe.
Attiré par les musiques électroniques, il se procure en 2001 un synthétiseur Korg MS20 qui lui permet d'appréhender la matière sonore affranchie des canevas traditionnels de la musique pop .
Il emménage à Rennes la même année pour suivre une formation d'ingénieur du son, et poursuit son apprentissage au studio associatif Cocoon où il enregistre et mixe plus de quinze albums, dont le premier cinq titres Melody de Montgomery en 2005. Il rejoint ensuite le groupe en tant que guitariste, joueur de synthétiseur, choriste et compositeur. Montgomery sort un album éponyme l'année suivante (dont Thomas Poli assure aussi la production), ce qui l'amène à ses premières expériences scéniques. Parallèlement, il poursuit son activité d'ingénieur du son et contribue en tant qu'assistant à l'enregistrement de l'album Quelque Chose dans l'Ordre de Fred Vidalenc (2006). Il rencontre à l'occasion plusieurs artistes (dont Dominique Brusson, Olivier Mellano, Daniel Pabœuf ou Régis Boulard) avec lesquels il travaillera par la suite.
En 2007, après différentes collaborations dont celle avec Julie Seiller et Laetitia Sheriff sur l'album collectif Les Yeux dans l'Eau, pour lequel il occupe à nouveau les postes de musicien, compositeur et producteur, il enregistre un concert de Dominique A qui fait l'objet d'un album intitulé Sur nos Forces Motrices. C'est le début d'une association suivie puisqu'il accompagne l'artiste sur scène en 2009 pour la tournée La Musique / La Matière, puis la plupart des suivantes, et participe en tant que musicien à plusieurs albums dont Vers les Lueurs paru en 2012 et certifié disque d'or l'année suivante . Par ailleurs, le « Grand prix Scène » 2013 de Académie Charles Cros sera décerné à Dominique A pour la tournée à laquelle a participé Thomas Poli.
Entre 2008 et 2010, Le parcours de Thomas Poli croise entre autres celui de Psykick Lyrikah, Robert Le Magnifique, Olivier Mellano, Mobiil, Laetitia Sheriff, alors que Montgomery publie un second album, Stromboli (2008), très bien accueilli par la critique comme en témoigne le magazine Les Inrockuptibles. C'est à l'occasion du mixage de ce dernier au studio Black Box à Noyant-la-Gravoyère, où Thomas Poli retournera fréquemment, qu'il fait la connaissance de Peter Deimel aux côtés duquel il perfectionne ses techniques.
2010 est aussi l'année où il crée son propre label, Impersonal Freedom (le nom est issu d'une note de pochette d'un album d'Ornette Coleman), avec pour première publication une édition vinyle d'un enregistrement live de Laetitia Sheriff. La relation des deux artistes dépasse la musique puisqu'il se marient en 2011. Ils poursuivent depuis leurs collaborations très régulièrement lors de tournées et sur les disques de la musicienne.
Cette même année, Thomas Poli rejoint le groupe NestorIsBianca  mené par Lionel Laquerrière, qui ouvre les concerts du Spring Tour de Yann Tiersen.
En matière d’interprétation comme pour le traitement du son, Thomas Poli développe une identité qui vise à conjuguer les codes issues de la musique pop avec ceux de genres plus expérimentaux et considérés comme savants. En 2014, il explique à la revue Vacarme : « J’ai toujours essayé d’amener une dimension concrète dans la musique que je fais (autant pour un groupe de rock que pour des choses très douces, des mélodies chantées). Ça m’obsédait un peu à l’époque du premier album de Montgomery, l’idée d’avoir des sons qui percent sans qu’on sache d’où ils viennent, d’avoir des éléments discrets, des blocs de matière sonore, qui sortent des enceintes. »
En outre, Impersonal Freedom lui permet de rendre public ses productions solo, essentiellement instrumentales, dont les schémas s'écartent de la musique pop et sont marquées de l'utilisation de synthétiseurs et de matériels analogiques. Plusieurs enregistrements publiés à faibles tirages sur cassette ou vinyle rendent aussi compte de l'importance accordé à l'objet (That Explosé, par exemple, en 2021).
Son premier album solo, Candor Chasma, réalisé au moyen de synthétiseurs modulaires Verbos et d'un magnétophone Revox B77, sort en 2018. Il résulte d'un cheminement démarré depuis longtemps avec d'autres musiciens, la plus visible à ce jour étant ESB (initialement nommé Elektronische Staubband), groupe formé avec Yann Tiersen et Lionel Laquerrière, qui a donné lieu à plusieurs concerts et enregistrements .
Candor Chasma marque aussi une étape à partir de laquelle Thomas Poli dépasse plus régulièrement le strict champ musical en liant sa démarche à d'autres disciplines artistiques. En l’occurrence pour ce disque, avec le travail plastique porté sur l'art optique et cinétique du rennais Flavien Théry.
Cette ouverture extra musicale se traduit entre autres en 2021 par des créations pour la danse (The Melt, Olimpia).
Parallèlement, il enregistre et produit, notamment dans son studio installé depuis 2019 à Ballon Farm à Rennes, les albums de nombreux groupes d'esthétiques et de notoriétés variées (Mnemotechnic, Ex-Fulgur, Chapi Chapo, Totorro…) et pour certains d'entre eux, collabore aux arrangements (Ropoporose, Stuffed Foxes…), et l'interprétation (Florian Mona, Mesparrow, Daniel Paboeuf, Bumpkin Island…). Comme compositeur et instrumentiste, son succès le plus important en termes de ventes repose sur sa participation à l'album Chansons Ordinaires  de Miossec, certifié disque d'or, et qui selon Les Inrockuptibles, « replace Miossec sur la carte rock » .
Un nouvel album solo sort en mars 2022 (This Flow) alors qu'un second est annoncé pour la fin de l'année (Le Rayon Extraordinaire), conçu pour accompagner l'exposition du même nom, de Flavien Théry et Fred Murie. Pour autant, de nombreuses autres collaborations voient le jour et continuent de nourrir son parcours prolifique.

## Discographie
- 2005 : Compilation; L'Album de Noël (album collectif, Phantomatik)
- 2006 : Montgomery ; Montgomery (album, Naïve)
- 2006 : Fuji Cola ; Fais Chanter tes Copines (album collectif, Range ta chambre)
- 2007 : Julie Seiller, Laetitia Sheriff et Thomas Poli ; Les Yeux dans l'Eau (album collectif, Range ta chambre)
- 2008 : Montgomery ; Stromboli (album, Naïve)
- 2008 : Ralbum, Olivier Mellano ; Ralbum (album collectif / livre, Laureli / Léo Scheer)
- 2010 : Laetitia Sheriff / Thomas Poli / François Jeanneau ; Often False	(album collectif, Idwet / L'unijambiste)
- 2010 : Federico Pellegrini / Thomas Poli / Sylvain Chantal ; TU (album, Impersonal Freedom)
- 2011 : Nestorisbianca ; The Aisle (EP, Montauk)
- 2011 : Nestorisbianca ; Genetics (album, Montauk / Ici, d'ailleurs / Differ-Ant)
- 2011 : Christophe Miossec ; Chansons Ordinaires (album, PIAS)
- 2011 : Dominique A ; La Musique / La Matière (double album, Cinq7 / Wagram)
- 2011 : Robert Le Magnifique, Thomas Poli, Laetitia Sheriff ; A Midsummer Night Dream (album, Idwet / L'Unijambiste)
- 2011 : Binary Folks ; Girl EP (EP, Idwet)
- 2011 : Agnes Obel ; I Tunes Live from Paris (digital mini album, PIAS)
- 2012 : Dominique A ; Vers les Lueurs (album, Cinq7 / Wagram)
- 2012 : Olivier Mellano ; How we tried a new combination of notes to show the invisible or even the embrace of eternity (album, Naïve)
- 2013 : Mesparrow ; Keep this Moment Alive (album, Warner / East West)
- 2015 : ESB ; ESB (album, Bureau B)
- 2015 : Laetitia Shériff ; The Anticipation (EP, Impersonal Freedom / Yotanka)
- 2016 : ESB ; Live Recordings (album, Impersonal Freedom)
- 2017 : Bumpkin Island ; All Was Bright (album, Les Disques Normal / Patchrock)
- 2017 : Invaders ; Carnival of Sounds (album, Impersonal Freedom / Il Monstro)
- 2017 : Monstromery ; Monstromery (album, Impersonal Freedom / Patchrock)
- 2018 : Dominique A ; Toute Latitude (album, Cinq7 / Wagram)
- 2018 : Thomas Poli ; Candor Chasma (album, Impersonal Freedom / Un Je Ne Sais Quoi)
- 2020 : Laetitia Sheriff ; Stillness (album, Yotanka / PIAS)
- 2021 : Thomas Poli ; Guf (album, Impersonal Freedom)
- 2021 : Thomas Poli ; That Explosé (album, Licht-ung / Impersonal Freedom)
- 2022 : Thomas Poli ; This Flow (album, Impersonal Freedom)
- 2022 : Thomas Poli ; Le Rayon Extraordinaire (album, Impersonal Freedom)

## Bandes originales de films
- 2019 : Frères d'arme de Sylvain Labrosse (long métrage, La Vie Est Belle productions).
- 2019 : Domus de Delphine Priet Maheo (court métrage d'animation, Les Films de l’Arlequin) : Sound design, mixage.
- 2020 : Bienvenue à CPAM 3.0 de Greg Nieuviarts (documentaire, Les Films de l’Autre Coté).

## Musiques pour pièces chorégraphiques
- 2017 : Dominique Bagouet / Catherine Legrand ; Jours Etranges (re création de Strange days – The Doors)
- 2019 : Compagnie Prana ; Un Tracé (The Melt).
- 2019 : Compagnie HopHopHop! / Christine Le Berre : Olimpia.

## Autres créations musicales
- 2018 : Nicolas Courret / Thomas Poli ; Turbulences (création au Musée d'Arts de Nantes, exposition de Nicolas Regnier l’Homme Libre).
- 2021 : Thomas Poli / Christine Le Berre ; Vendredi (création spectacle de marionnettes de la compagnie HopHopHop!)
- 2022 : Hugues Blineau / Thomas Poli ; Vies et morts de John Lennon (lecture musicale au festival Bibliothèques Idéales à Strasbourg).

## Musicien de scène
Entre 2005 et 2022, Thomas Poli a joué sur scène avec Laetitia Sheriff, Dominique A, Psykick Lyrikah, Agnes Obel, Nestorisbianca, ESB, Montgomery, Mobiil, Olivier Mellano, ARM.

## En tant qu'ingénieur du son
- 2005 : Montgomery, Melody (EP, Phantomatik / Universal) : mixage.
- 2005 : Fred Vidalenc ; Quelque Chose dans l'Ordre (album, Wagram / Village Vert) : assistant enregistrement et mixage.
- 2007 : Betty Ford Clinic ; Conspiracies, Cover up & Crimes (album, Beast Records) : enregistrement et mixage.
- 2007 : Dominique A ; Sur nos Forces Motrices (album live, Cinq7 / Wagram) : enregistrement.
- 2007 : Fannytastic ; Plusieurs (album, Pudding) : mixage.
- 2008 : X Mas X ; X Mas X (album, Range ta Chambre) : mixage.
- 2008 : Psykick Lyrikah ; Vue d'Ici (album, Idwet) : mixage.
- 2010 : Laetitia Sheriff ; Laetitia Sheriff (album, Impersonal Freedom) : enregistrement et mixage.
- 2012 : La Terre Tremble !!!; Salvage Blues (album, Murailles Music) : enregistrement.
- 2012 : Laetitia Sheriff ; Where's my ID? (EP, Impersonal Freedom) : enregistrement et mixage.
- 2014 : Laetitia Shériff ; Pandemonium, Solace and Stars (album, Impersonal Freedom / Yotanka) : enregistrement et mixage.
- 2015 : Daniel Paboeuf Unity ; De l'Autre Coté (album, Il Monstro / M com musique) : mixage.
- 2015 : Daniel Paboeuf Unity ; Ce qu'il en Reste (album, Il Monstro / M com musique) : mixage.
- 2016 : Robert Le Magnifique ; Fuck the Hell Yeah! (album,	Impersonal Freedom / Yotanka) : enregistrement et mixage.
- 2016 : Totorro ; Come to Mexico (album, Recreation Center) : mixage.
- 2016 : Bantam Lyons ; Melatonin Spree (album, Kshantu) : mixage.
- 2017 : Mnemotechnic ; Weapons (album, A Tant Rêver du Roi / Kerviniou Recordz) : enregistrement et mixage.
- 2017 : Ropoporose ; Kernel, Foreign Moon (album, Yotanka) : enregistrement et mixage.
- 2018 : Daniel Paboeuf Unity ; Golden Years (album, Il Monstro) : enregistrement et mixage.
- 2019 : Malade(s) ; Toute Chose Visible (album, Salamah productions) : mixage.
- 2019 : Mnemotechnic ; Blinkers (album, A Tant rêver du roi / Kerviniou Recordz) : enregistrement et mixage.
- 2019 : Thomas Le Corre ; 	Finished (album, In my bed) : enregistrement et mixage.
- 2020 : Daniel Paboeuf ; Ashes? (album, Il Monstro / L'Autre Distribution) : enregistrement et mixage.
- 2020 : Arnaud Le Gouëfflec ; L’Orage (album, L’église de la petite folie) : enregistrement.
- 2020 : Chapi Chapo ; Collector (album, Music from the masses / PIAS) : mixage.
- 2020 : Vincent Malassis ; Drop Out (album, Alkyle Records) : mixage.
- 2020 : Vincent Malassis ; Colombier (album, Alkyle Records) : mixage.
- 2020 : Ex-Fulgur ; Post-Humanité (album, Kerviniou Recordz) : mixage.
- 2020 : Poing ; The Golden Button (album, Karen Koltrane / Editions Cage) : enregistrement et mixage.
- 2021 : Yann Tiersen ; Kerber (album, Mute Records) : enregistrement et mixage.
- 2021 : Bantam Lyons ; Mardell (album ; Music from the masses / PIAS) : mixage.
- 2021 : Pastoral Division ; Les Choses (album, WW2W) : mixage.
- 2021 : Sonar Tapes ; Sonar Tapes (album, Music from the masses / PIAS) : enregistrement et mixage.
- 2021 : Umi ; Umi (album, Yokatta) : mixage.
- 2022 : Tempêtes ; Tempêtes (album, Connivence repetitive) : mixage.
- 2022 : Chapelier Fou ; Ensemb7e (album, Ici, d'ailleurs) : enregistrement et mixage.
- 2022 : François Joncour ; Alto Pressao (album, La Vague scélérate) : mixage.
- 2022 : Palatine ; Phantomatons (album, Yotanka / PIAS) : enregistrement et mixage.
- 2022 : Formica ; 	The Lost Album (album, In my bed) : enregistrement et mixage.
- 2022 : Valentina Magaletti ; Valentina Plays the Batterie Fragile II (album, Un je ne sais quoi) : enregistrement.
- 2022 : François Joncour & Stephen O’Malley ; Habiter le Seuil (album, Compagnie One breath / La Vague scélérate) : enregistrement.
- 2022 : Stuffed Foxes ; Songs / Motion Return (album, Reverse Tapes / Yotanka / PIAS) : enregistrement et mixage.
- 2022 : Stuffed Foxes ; Songs / Revolving (album, Reverse Tapes / Yotanka /PIAS) : enregistrement et mixage.